# Ultimul samurai (film din 2003)
Ultimul samurai (The Last Samurai) este un film american istoric dramatic din 2003 regizat și coprodus de Edward Zwick, care a scris și scenariul împreună cu John Logan și Marshall Herskovitz. În film interpretează actorii Tom Cruise, care este și coproducător, Timothy Spall, Ken Watanabe, Billy Connolly, Tony Goldwyn, Hiroyuki Sanada, Koyuki și Shin Koyamada. Filmul prezintă povestea căderii samurailor și modernizarea Japoniei.